# Generic Routing Encapsulation
Pour les articles homonymes, voir GRE.

Generic Routing Encapsulation (GRE ou Encapsulation Générique de Routage) est un protocole de mise en tunnel qui permet d'encapsuler n'importe quel paquet de la couche réseau (donc de couche OSI 3) dans sa conception d'origine. Le paquet d'origine est le payload (information utile) du paquet final. Par exemple, les serveurs de tunnel qui chiffrent les données peuvent utiliser GRE à travers Internet pour sécuriser les Réseaux privés virtuels.
GRE a été développé par Cisco et peut encapsuler une large gamme de types de paquets de différents protocoles dans des paquets IP. Les tunnels GRE sont conçus pour ne pas avoir besoin de maintenir un état, ce qui signifie que chaque terminaison de tunnel ne conserve aucune information d'état ou de disponibilité de la terminaison distante. Cette fonctionnalité aide les fournisseurs d'accès à proposer des tunnels IP à leurs clients, qui ne sont pas concernés par l'architecture du fournisseur d'accès. Ceci donne aux utilisateurs (les clients du fournisseur d'accès) la flexibilité de configurer ou reconfigurer leur architecture IP sans être concernés par les problèmes de connectivité, en créant un lien point à point virtuel vers des routeurs distants à travers des réseaux ip.
Le protocole GRE correspond au code 47 dans le champ protocole de l'en-tête IP.

## Exemples d'utilisation
- Utilisé en conjonction avec PPTP pour créer des Réseaux Privés Virtuels, il transporte désormais un protocole de niveau 2 (PPP)

## Exemples de piles de protocoles utilisant GRE
- RADIUS
- UDP
- GRE
- IPv4 (1) et IPv6 (2)
- Ethernet
- PAPI
- PPTP

## Les champs de l'en-tête
```
      0 1 2 3 4 5 6 7 8 9 a b c d e f 0 1 2 3 4 5 6 7 8 9 a b c d e f
     +-+-+-+-+-+-----+---------+-----+-------------------------------+
     |C|R|K|S|s|Recur|  Flags  | Ver |         Type de protocole     |
     +-+-+-+-+-+-----+---------+-----+-------------------------------+
     |      
Checksum
 (optionnel)     |       Décalage (optionnel)    |
     +-------------------------------+-------------------------------+
     |                         Clé (optionnel)                       |
     +---------------------------------------------------------------+
     |                    Numéro de séquence (optionnel)             |
     +---------------------------------------------------------------+
     |                         Routage (optionnel)                   |
     +---------------------------------------------------------------+
```

## RFC associées
- RFC 1701[1] GRE
- RFC 1702[2] Generic Routing Encapsulation over IPv4 networks
- RFC 2784[3] GRE
- RFC 2890[4] Key and Sequence Number Extensions to GRE
- RFC 7637[5] NVGRE: Network Virtualization Using Generic Routing Encapsulation